# جیمز اونیل (بازیگر، زاده ۱۸۴۷)
جیمز اونیل (انگلیسی: James O'Neill؛ ۱۵ نوامبر ۱۸۴۷ – ۱۰ اوت ۱۹۲۰) یک هنرپیشه اهل ایرلند بود.